# بروتوكول تدفق في زمن حقيقي

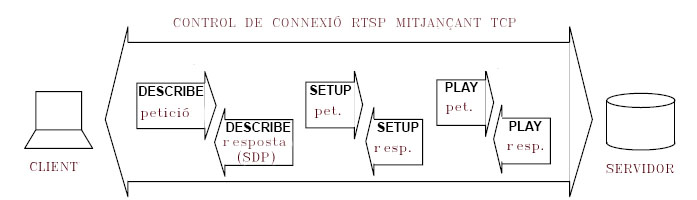
رسم توضيحي يبين طريقة عمل بروتوكول تدفق في زمن حقيقي

 بروتوكول التدفق في الزمن الحقيقي  (بالإنجليزية: Real Time Streaming Protocol RTSP)‏ تم تطويره من قبل IEFT وقد نُشر سنة 1998. هذا النظام يُمكن المستخدم من إعطاء اوامر شبيهة بأجهزة الفيديو البيتي مثل «توقف» و«تشغيل» وطلب المعلومات من الخادم في نقطة زمن معطاة.
بعض الخادمات تستخدم نظام RTP كوسيلة نقل الصوت والصورة، والبعض الآخر يستخدم نظام RDT الذي هو ملك خاص لشركة RealNetwork.

## برامج يمكنها العمل مع النظام
- RealPlayer
- فيديو لان
- MPlayer
- Windows Media Player
- QuickTime
- MPEG4IP
- ميديا بلاير كلاسيك
- Skype

## أوامر RTSP
النظام يشبه في شكله وأوامره نظام HTTP, ولكنه يضيف بعض الطلبات الجديدة. أحد الفروقات البارزة بين HTTP وRTSP هي أن الأول يعمل دون حفظ الحالات، أما الآخر فهو يحفظ حالة المستخدم، وقد يستخدم ID للجلسات من أجل تتبع الجلسات، بهذه الطريقة لا حاجة لاتصال TCP ثابت بين الخادم والمستخدم. تُرسل رسائل RTSP بشكل عام من المستخدم إلى الخادم، إلا أن هناك بعض الحالات الشاذة التي يقوم فيها الخادم بارسال رسائل إلى المستخدم. هنا قائمة بطلبات الRTSP الأساسية. هناك بعض طلبات الOPTION التي تُستخدم بكثرة.

### DESCRIBE
طلب من نوع DESCRIBE يتضمن عنوان RTSP (rtsp://...) ونوع المعلومات التي يمكن التعامل معها. المنفذ الافتراضي للRTSP هو 554 على كلا نظامي TCP وUDP
الرد يتضمن معلومات حول العرض، بشكل عام وبسرعة معالج البيانات التزامن مع الوقت الحقيقي تكون بصيغة SDP. هذه المعلومات تتضمن مثلاً قائمة بالstreams الموجودة في العرض المطلوب. بشكل عام يكون هناك stream للصوت وstream للفيديو.

### SETUP
أمر SETUP يحدد كيف يتم نقل الstreams. يجب أن ينفذ هذا الأمر قبل أمر Play.
هذا الطلب يتضمن عنوان للstream والمنافذ التي ستستقبل منه المعلومات (بشكل عام بورت للstream وبورت آخر للمعلومات الخارجية)
الخادم يجيب على هذا الطلب بالموافقة على المعلومات التي ادخلت ويملأ الأجزاء الناقصة. كل stream يجب أن ينال أمر SETUP قبل أن يستقبل أمر PLAY.

### PLAY
يقوم بتشغيل الstreams المحددة. يمكن طلب أي stream بالضبط مطلوب تشغيله.
إذا كان هناك أمر PAUSE سابقاً فان الstream سيستمر من النقطة التي توقف عندها. إذا لم تحدد معلومات البدء والنهاية سيتم عرض الstream من بدايته إلى نهايته.

### PAUSE
ايقاف الstream مؤقتاً

### RECORD
يمكن بهذا الأمر الطلب من الخادم أن يسجل الstream يرسله المستخدم.

### TEARDOWN
يقوم بانهاء الجلسة وتحرير الموارد في الخادم.

## وصلات خارجية
- RTSP.org نسخة محفوظة 6 مارس 2007 على موقع واي باك مشين., مركز المعلومات الرئيسي حول RTSP.
- RFC 3550, RTP: نظام نقل معلومات في الزمن الحقيقي.
- RFC 2326, نظام سريان المعلومات في وقت حقيقي (RTSP).